# 170073 Ivanlinscott
170073 Ivanlinscott è un asteroide della fascia principale. Scoperto nel 2002, presenta un'orbita caratterizzata da un semiasse maggiore pari a 2,7819664 au e da un'eccentricità di 0,0482893, inclinata di 9,78865° rispetto all'eclittica.